# Johannes Boelitz
Johannes Boelitz (* 29. April 1868 in Wesel; † 5. Februar 1959 ebenda) war ein deutscher evangelischer Pfarrer, Lokalhistoriker und Ehrenbürger seiner Heimatstadt Wesel.

## Werdegang
Boelitz wuchs als Sohn eines evangelischen Pfarrers und jüngerer Bruder von Martin und Otto Boelitz in Wesel auf und erwarb am humanistischen Gymnasium der Stadt 1888 sein Abitur. Anschließend studierte er in Berlin, Halle und Leipzig Theologie und wurde nach abgeschlossenem Studium in Monheim am Rhein als Pfarrer tätig. Nach einer weiteren Pfarrerstelle in Bingerbrück kehrte er 1918 nach Wesel zurück und wurde evangelischer Pfarrer am Willibrordi-Dom. Dieses Amt besetzte er bis zu seiner Versetzung in den Ruhestand 1933. Von 1940 bis 1945 nahm er in Spellen und Friedrichsfeld wieder die Aufgaben des Pfarrers wahr.
Neben seiner Arbeit als Pfarrer befasste sich Boelitz sich intensiv mit der Weseler Lokalgeschichte und hielt dazu zahlreiche Vorträge, veröffentlichte aber bis ins hohe Alter kaum Werke. Ein Teil seiner Arbeit wurde erst posthum publiziert. Er galt zu Lebzeiten als einer der wichtigsten Experten zur Stadthistorie. In den Nachkriegsjahren bemühte er sich um den Wiederaufbau des erheblich beschädigten Willibrordi-Doms und arbeitete mit dem Dombauverein zusammen. Im April 1952 wurde ihm auf Beschluss des Stadtrats für seine Verdienste um die evangelische Kirchengemeinde und seine Beiträge zur Stadtgeschichte die Ehrenbürgerwürde der Stadt Wesel verliehen. Boelitz lebte im hohen Alter am Viehtor in der Weseler Innenstadt und starb 1959 mit 90 Jahren. Eine vom Hansaring (Bundesstraße 8) in die Innenstadt hineinführende Straße erhielt ihm zu Ehren 1966 den Namen Pastor-Boelitz-Straße. Die Straße führt südlich am Willibrordi-Dom vorbei.